# Condado de Casa Lombillo
El condado de Casa Lombillo es un título nobiliario español, creado el 4 de abril de 1829 por el rey Fernando VII a favor de Gabriel Lombillo y Herce, gran cruz de la Orden de Isabel la Católica.

## Titulares
|                           | Titular                                         |                           |
| Creación por Fernando VII | Creación por Fernando VII                       | Creación por Fernando VII |
| ------------------------- | ----------------------------------------------- | ------------------------- |
| I                         | Gabriel Lombillo y Herce                        | 1829-1830                 |
| II                        | Gabriel Raimundo Lombillo y Ramírez de Arellano | 1830-1838                 |
| III                       | Blas Manuel Lombillo y Ramírez de Arellano      | 1850-1883                 |
| IV                        | Gabriel Lombillo y Pedroso                      | 1886-¿?                   |
| V                         | Federico Lombillo y Pedroso                     | 1895-1927                 |
| VI                        | Carlos de Barbería y Lombillo                   | 1930-¿?                   |
| VII                       | Jaime de Barbería y Jiménez                     | 1968-2004                 |
| VIII                      | Juan Carlos García Barbería                     | 2006-Actualidad           |

## Historia de los condes de Casa Lombillo
- Gabriel Lombillo y Herce (Segovia, ¿?-La Habana, 6 de julio de 1830), I conde de Casa Lombillo,[2] hijo de Blas Lombillo y Catalina de Herce, naturales de Pedroso.

Casó el 16 de septiembre de 1815, en La Habana, con María Teresa Ramírez de Arellano y Hernández de Saliella. Sucedió su hijo:
- Gabriel Raimundo Lombillo y Ramírez de Arellano (baut. catedral de La Habana, 29 de octubre de 1818-La Habana, 1 de diciembre de 1838), II conde de Casa Lombillo[3]

Soltero y sin descendencia, sucedió su hermano el 4 de enero de 1850:
- Blas Manuel Lombillo y Ramírez de Arellano (m. 6 de septiembre de 1883), III conde de Casa Lombillo[3] y senador del Reino.[4]

Casó el 23 de octubre de 1847 con María Monserrate Pedroso y Pedroso. En 8 de noviembre de 1886 sucedió su hijo:
- Gabriel Lombillo y Pedroso, IV conde de Casa Lombillo y maestrante de Granada.[5]

Soltero, sin descendencia, en 13 de octubre de 1895 sucedió su hermano:
- Federico Lombillo y Pedroso (m. 24 de marzo de 1927), V conde de Casa Lombillo.[5]

Casó el 8 de mayo de 1886 con María de la Cruz Villafranca y Peláez.  Sin descendencia, en 9 de abril de 1930 sucedió su sobrino:
- Carlos de Barbería y Lombillo, VI conde de Casa Lombillo,[6] IV marqués de Campo Florido y IV marqués de Bellavista en 1919.[6] Era hijo de María de los Dolores Lombillo y Pedroso, hermana del V conde de Casa Lombillo, y de su esposo Carlos Barbería y Cortijo, natural de Gibraltar, hijo de Severino Barbería y García-Herrero, natural de Pamplona, y de María Francisca Cortijo y González.[3]

Casó con María Jiménez y González-Núñez, natural de Madrid y nieta del I marqués de Casa Jiménez. En 12 de enero de 1968 sucedió su hijo:
- Jaime de Barbería y Jiménez (m. Madrid, 8 de marzo de 2004), VII conde de Casa Lombillo,[7]

En 15 de febrero de 2006 sucedió su sobrino:
- Juan Carlos García Barbería, VIII conde de Casa Lombillo.[8]